# Lucille Wall
Lucille Wall (18 de enero de 1898 – 11 de julio de 1986) fue una actriz estadounidense. 

## Biografía
Nacida en Chicago, Illinois, Wall encarnó a Lucille March Weeks en la serie de la ABC General Hospital desde 1963 a 1976, un papel interpretado en ocasiones por Mary Grace Canfield.
Wall también actuó junto al actor teatral, radiofónico y cinematográfico Edward Pawley como la pareja "Love Story Boy and Girl" en la popular serie radiofónica Portia Faces Life en las décadas de 1940 y 1950.  Además, de manera simultánea interpretó a Belle Jones en otra producción radiofónica, Lorenzo Jones.
Lucille Wall falleció en 1986 en Reno (Nevada).